# Norberto Casanello
Norberto Casanello (lub Norberto Cassanello) – piłkarz urugwajski, napastnik.
Jako piłkarz klubu Montevideo Wanderers wziął udział w turnieju Copa América 1921, gdzie Urugwaj zajął trzecie miejsce. Casanello zagrał w dwóch meczach - z Brazylią i Argentyną.
Był także w kadrze reprezentacji podczas turnieju Copa América 1922, gdzie Urugwaj zajął dopiero trzecie miejsce - nie zagrał jednak w żadnym meczu.
Grając w barwach klubu Wanderers Casanello zdobył 67 bramek i znajduje się w gronie największych strzelców w historii klubu.